# Lalanne-Trie
Lalanne-Trie é uma comuna francesa na região administrativa de Occitânia, no departamento dos Altos Pirenéus. Estende-se por uma área de 4,92 km². Em 2010 a comuna tinha 119 habitantes (densidade: 24,2 hab./km²).